# Bąkowiec (stacja kolejowa)
Bąkowiec – stacja kolejowa w Bąkowcu, w województwie mazowieckim, w Polsce.

## Ruch pasażerski
| Rok  | Wymiana pasażerska na dobę |
| ---- | -------------------------- |
| 2017 | 10-19                      |
| 2022 | 20-49                      |

## Historia
Stacja powstała w 1915 roku. W tym samym roku uruchomiono linię z Bąkowca do Wysokiego Koła (później wydłużona do Puław, obecna linia nr 82) oraz do Kozienic (w 1972 roku przedłużona do Elektrowni "Kozienice", obecna linia nr 76).